# جون راوس
جون راوس (بالإنجليزية: John Raus)‏ هو لاعب كرة قدم أمريكي في مركز نصف الجناح، ولد في 31 أغسطس 1984 في ستامفورد في الولايات المتحدة. لعب مع نادي فيشر أثليتيك.